# Listă de munți din China
Următoarea este o listă incompletă a munților din Republica Populară Chineză, în ordine alfabetică.

## Listă
| Munte                     | Imagine | Provincie        | Înălțime | Note |
| ------------------------- | ------- | ---------------- | -------- | --- |
| Amne Machin               |         | Qinghai          | 6.282 m  | |
| Badaling                  |         | Beijing          | 1.015 m  | |
| Paektu Mountain           |         | Jilin            | 2.744 m  | Cel mai înalt vârf atât din nord-estul Chinei, cât și în peninsula coreeană                                                      |
| Baishi Mountain           |         | Hebei            | 2,096 m  | Atracții turistice clasificate AAAAA                                                                                             |
| Baiyun Mountain           |         | Guangdong        | 382 m    | |
| Muntele Beiwudang         |         | Shanxi           |          | |
| Munții Bijia              |         | Liaoning         |          | |
| Bogda Peak                |         | Xinjiang         | 5.445 m  | |
| Broad Peak                |         | Xinjiang         | 8.051 m  | |
| Bukadaban Feng            |         | Qinghai/Xinjiang | 6.860 m  | |
| Muntele Cangyan           |         | Hebei            | 1.000 m  | |
| Chakragil                 |         | Xinjiang         | 6.760 m  | |
| Changla                   |         | Tibet            | 6.721 m  | |
| Chongtar Kangri           |         | Xinjiang         | 7.315 m  | |
| Munții Dahei              |         | Liaoning         | 663 m    | |
| Muntele Danxia            |         | Guangdong        |          | |
| Munții Daxue              |         | Yunnan           | 3.500 m  | Vârf ultra proeminent din Asia de Sud-Est                                                                                        |
| Dinghu Mountain           |         | Guangdong        |          | |
| Muntele Dingjun           |         | Shaanxi          |          | |
| Muntele Du                |         | Henan            | 368 m    | |
| Dunheger                  |         | Xinjiang         | 3.325 m  | |
| Dunhong                   |         | Xinjiang         |          | |
| Muntele Emei              |         | Sichuan          | 3.099 m  | |
| Muntele Erlang            |         | Sichuan          |          | |
| Everest                   |         | Tibet            | 8.848 m  | Cel mai înalt vârf din lume |
| Gasherbrum I              |         | Xinjiang         | 8.080 m  | |
| Gasherbrum II             |         | Xinjiang         | 8.035 m  | |
| Gasherbrum III            |         | Xinjiang         | 7.952 m  | |
| Gasherbrum IV             |         | Xinjiang         | 7.925 m  | |
| Gauri Sankar              |         | Tibet            | 7.134 m  | |
| Geladaindong Peak         |         | Qinghai          | 6.621 m  | |
| Muntele Genyen            |         | Sichuan          | 6.204 m  | |
| Muntele Gongga            |         | Sichuan          | 7.556 m  | Cel mai înalt vârf din Sichuan și cel mai estic 7.000–m -²+ vârf la nivel mondial                                                |
| Gora Alagordy             |         | Xinjiang         | 4.622 m  | |
| Haba Xueshan              |         | Yunnan           | 5.396 m  | |
| Mount Heng (Hunan)        |         | Hunan            | 1.300 m  | |
| Mount Heng (Shanxi)       |         | Shanxi           | 2.017 m  | |
| Mount Hua                 |         | Shaanxi          | 2.160 m  | |
| Mount Huangbo             |         | Fujian           |          | |
| Huangyajian Peak          |         | Zhejiang         | 1.921 m  | |
| Khüiten Peak              |         | Xinjiang         | 4.374 m  | |
| Hunhua Shan               |         | Yunnan           | 3.420 m  | Vârf ultra proeminent din Asia de Sud-Est                                                                                        |
| Jade Dragon Snow Mountain |         | Yunnan           | 5.596 m  | |
| Jengish Chokusu           |         | Xinjiang         | 7.439 m  | |
| Jiangjun Mountain         |         | Jiangsu          |          | |
| Mount Jianglang           |         | Zhejiang         | 817 m    | |
| Mount Jiuhua              |         | Anhui            |          | |
| Mount Jizu                |         | Yunnan           | 3.240 m  | |
| Jongsong Peak             |         | Tibet            | 7.462 m  | |
| K2                        |         | Xinjiang         | 8.611 m  | Cel mai înalt vârf din Xinjiang și Pakistan și al doilea cel mai înalt nivel global                                              |
| Mount Kailash             |         | Tibet            | 6.638 m  | |
| Kalamely Mountain         |         | Xinjiang         |          | |
| Kangpenqing               |         | Tibet            | 7.281 m  | |
| Kangto                    |         | Tibet            | 7.060 m  | |
| Kawagarbo                 |         | Yunnan           | 6.740 m  | |
| Kezhen Peak               |         | Xinjiang         | 7.038 m  | |
| Khartaphu                 |         | Tibet            | 7.213 m  | |
| Khumbutse                 |         | Tibet            | 6.636 m  | |
| Kitten Mountain           |         | Guangxi          | 2.142 m  | Cel mai înalt vârf din regiunea autonomă Zhuang Guangxi                                                                          |
| Kitten Mountain (Sanming) |         | Fujian           |          | |
| Kongur Tagh               |         | Xinjiang         | 7.649 m  | |
| Kubi Gangri               |         | Tibet            | 6.859 m  | |
| Labuche Kang              |         | Tibet            | 7.367 m  | |
| Langtang Ri               |         | Tibet            | 7.205 m  | |
| Laojun Mountain           |         | Yunnan           | 4.513 m  | |
| Mount Langya              |         | Anhui            |          | |
| Mount Lao                 |         | Shandong         | 1.138 m  | |
| Lhotse                    |         | Tibet            | 8.516 m  | |
| Muntele Liang             |         | Shandong         | 198 m    | |
| Lingtren                  |         | Tibet            | 6.749 m  | |
| Muntele Lingyan           |         | Jiangsu          |          | |
| Muntele Li                |         | Shaanxi          | 1.302 m  | |
| Liushi Shan               |         | Tibet/Xinjiang   | 7.167 m  | |
| Muntele Longhu            |         | Jiangxi          |          | |
| Lunpo Gangri              |         | Tibet            | 7.095 m  | |
| Muntele Luofu             |         | Guangdong        |          | |
| Muntele Lu                |         | Jiangxi          | 1.474 m  | |
| Makalu                    |         | Tibet            | 8.481 m  | |
| Munții Mazong             |         | Gansu            | 2.584 m  | |
| Mianzimu                  |         | Yunnan           | 6.054 m  | |
| Muntele Jinfo             |         | Chongqing        | 2.238 m  | |
| Muntele Longmen (Shanxi)  |         | Shanxi           | 1.087 m  | |
| Muntele Mian              |         | Shanxi           | 2.440 m  | Un important centru taoist, asociat cu originea Festivalul de mâncare rece sau Hanshi. De asemenea, cunoscut anterior ca Mt Jie. |
| Muntele Mogan             |         | Zhejiang         |          | |
| Moon Hill                 |         | Guangxi          |          | |
| Muztagh Ata               |         | Xinjiang         | 7.546 m  | |
| Nairamdal Peak            |         | Xinjiang         | 4.180 m  | |
| Nyegyi Kansang            |         | Tibet            | 7.047 m  | |
| Muntele Pan               |         | Tianjin          | 858 m    | |
| Phu Si Lung               |         | Yunnan           | 3.076 m  | |
| Muntele Pomiu             |         | Sichuan          | 5.413 m  | |
| Porong Ri                 |         | Tibet            | 7.292 m  | |
| Pumori                    |         | Tibet            | 7.161 m  | |
| Purple Mountain           |         | Jiangsu          | 447 m    | |
| Muntele Putuo             |         | Zhejiang         |          | |
| Qianling Mountain         |         | Guizhou          | 1.500 m  | |
| Mount Qingcheng           |         | Sichuan          |          | |
| Qionglong Mountain        |         | Suzhou           | 341,7 m  | |
| Qixia Mountain            |         | Jiangsu          | 286 m    | |
| Mount Qiyun               |         | Anhui            | 585 m    | |
| Mount Sanqing             |         | Jiangxi          | 1.817 m  | |
| Sauyr Zhotasy             |         | Xinjiang         | 3.840 m  | |
| Shenguang Mountain        |         | Guangdong        |          | |
| Shennong Mountain         |         | Henan            | 1.028 m  | |
| Shiceng Dashan            |         | Yunnan           | 1.830 m  | Frontieră triplă |
| Shiren Mountain           |         | Henan            | 2.153 m  | |
| Siguang Ri                |         | Tibet            | 7.308 m  | |
| Shishapangma              |         | Tibet            | 8.013 m  | Cel mai mic din munții care au altitudinea peste 8.000 de m                                                                      |
| Simian Mountain           |         | Chongqing        |          | |
| Skyang Kangri             |         | Xinjiang         | 7.545 m  | |
| Mount Song                |         | Henan            | 1.500 m  | |
| Mount Taibai              |         | Shaanxi          | 3.767 m  | |
| Mount Tai                 |         | Shandong         | 1.533 m  | |
| Mount Tangjia             |         | Sichuan          |          | |
| Tavan Bogd                |         | Xinjiang         | 4.374 m  | Cel mai înalt vârf din Mongolia                                                                                                  |
| Teram Kangri              |         | Xinjiang         | 7.462 m  | |
| The Crown (mountain)      |         | Xinjiang         | 7.295 m  | |
| Mount Tiandang            |         | Shaanxi          |          | |
| Tianmen Mountain          |         | Hunan            |          | |
| Tianmu Mountain           |         | Zhejiang         | 1.506 m  | |
| Mount Tiantai             |         | Zhejiang         | 1.138 m  | |
| Tiantangzhai              |         | Anhui/Hubei      | 1.729 m  | |
| Tianzhong Mountain        |         | Henan            |          | |
| Mount Tianzhu             |         | Anhui            | 1.760 m  | |
| Tianzi Mountain           |         | Hunan            |          | |
| Tomort                    |         | Xinjiang         | 4.886 m  | |
| Tuoshan                   |         | Sichuan          |          | |
| Mount Wangwu              |         | Henan            |          | |
| Wugai Mountain            |         | Hunan            | 1.600 m  | |
| Wunü Mountain             |         | Liaoning         | 821 m    | |
| Wushao Ling Mountain      |         | Gansu            |          | |
| Mount Wutai               |         | Shanxi           | 3.058 m  | Cel mai înalt vârf din nordul Chinei                                                                                             |
| Wutong Mountain           |         | Guangdong        | 944 m    | |
| Wuzhi Mountain            |         | Hainan           | 1.840 m  | |
| Xiao Mountain             |         | Henan            | 1.903 m  | |
| Mount Xiqiao              |         | Guangdong        | 346 m    | |
| Mount Siguniang           |         | Sichuan          | 6.250 m  | |
| Mount Xuebaoding          |         | Sichuan          | 5.588 m  | |
| Xuelian Feng              |         | Xinjiang         | 6.627 m  | |
| Yangmolong                |         |                  | 6.060 m  | |
| Yiwulü Mountain           |         | Liaoning         | 867 m    | |
| Yuelu Mountain            |         | Hunan            | 300 m    | |
| Yun Mountain              |         | Hunan            | 1.372 m  | |
| Yunlong Mountain          |         | Jiangsu          |          | |
| Yuntai Mountain (Henan)   |         | Henan            | 1.308 m  | |
| Yuzhu Peak                |         | Qinghai          | 6.224 m  | |
| Zhaobao Mountain          |         | Zhejiang         |          | |
| Zimao Mountain            |         | Fujian           | 518 m    | |
| Kunyu Mountain            |         | Shandong         | 900 m    | |
| Changbai Mountains        |         | Heilongjiang     | 2.000 m  | |
| Mount Tian                |         | Xinjiang         | 7.439 m  | |
| Huangshan                 |         | Anhui            | 1.864 m  | |

## Vezi și
- Munții Karakorum
- Munții Qin
- Munții Wudang
- Geografia Chinei
- Paektusan
- Muztagata
- Munții Altai